# Drymeia chillcotti
Drymeia chillcotti är en tvåvingeart som först beskrevs av Huckett 1965.  Drymeia chillcotti ingår i släktet Drymeia och familjen husflugor.
Artens utbredningsområde är Alaska. Inga underarter finns listade i Catalogue of Life.